# Plaça del Rei

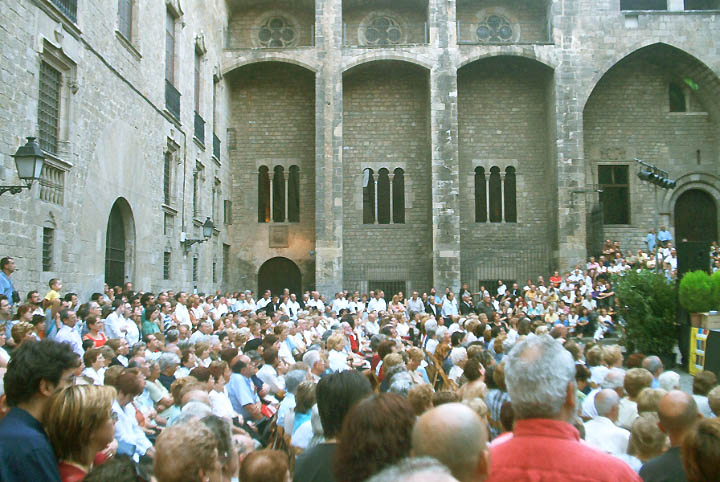
Plaça del Rei

Plaça del Rei is een plein in Barcelona met daarom heen diverse paleizen, waaronder het gotische paleis Palau Reial Major.
Op het kleine plein worden vaak concerten gehouden.
In de middeleeuwen vonden er stierengevechten en heksenverbrandingen plaats.